# Dobrova pri Prihovi
Dobrova pri Prihovi este o localitate din comuna Oplotnica, Slovenia, cu o populație de 51 de locuitori.